# Elezioni federali in Canada del 1958
Le elezioni federali in Canada del 1958 si tennero il 31 marzo per il rinnovo della Camera dei comuni.

## Risultati
| Liste                                        | Voti      | %     | Seggi |
| -------------------------------------------- | --------- | ----- | ----- |
| Partito Conservatore Progressista del Canada | 3 908 633 | 53,66 | 208   |
| Partito Liberale del Canada                  | 2 432 953 | 33,40 | 48    |
| Federazione del Commonwealth Cooperativo     | 692 668   | 9,51  | 8     |
| Partito del Credito Sociale del Canada       | 188 356   | 2,59  | –     |
| Partito Liberal-Laburista                    | 11 956    | 0,16  | 1     |
| Partito Liberal-Progressista                 | 9 769     | 0,13  | –     |
| Candidats des électeurs                      | 8 276     | 0,11  | –     |
| Altri                                        | 31 856    | 0,44  | –     |
| Totale                                       | 7 284 467 | 100   | 265   |